# Domainer
Domainer je člověk, který skupuje nebo registruje domény, aby na nich vydělal peníze. Většina lidí považuje domainery za spekulanty, kteří domény kupují pouze, aby je následně prodali za daleko vyšší cenu. Ve skutečnosti se však na doménách dá vydělat i díky jejich potenciálu ve formě návštěvnosti. Tu má doména například díky odkazům, které vznikly v době, kdy se na ní nacházel nějaký obsah. Domainer pak tuto doménu může zaparkovat u některé z firem, které nabízí distribuci reklamy ve formě parkovací stránky. Ta má převážně podobu portálu, kde však každý odkaz vede na stránky inzerenta.